# Anthocoris gallarumulmi
Anthocoris gallarumulmi är en insektsart som först beskrevs av De Geer 1773.  Anthocoris gallarumulmi ingår i släktet Anthocoris, och familjen näbbskinnbaggar. Arten är reproducerande i Sverige.